# Wildes Verlangen – Pleasure or Pain
Wildes Verlangen – Pleasure or Pain (Originaltitel: Pleasure or Pain) ist ein US-amerikanischer Erotikthriller aus dem Jahr 2013 von Zalman King, der auch für das Drehbuch zuständig war. Die weibliche Hauptrolle wird von Malena Morgan verkörpert, die männliche Hauptrolle mimt Christos Vasilopoulos unter dem Namen Christos G. Vass.

## Handlung
Die junge Victoria verdient sich ihren Lebensunterhalt als Designerin in Malibu. Sie träumt davon, in feinster Gesellschaft zu leben. Auf einer Party lernt sie den Immobilienmakler Jack kennen. Der wohlhabende und charismatische Mann schafft es schnell, dass sich Victoria zu ihm hingezogen fühlt, und die beiden beginnen eine Affäre. Im Laufe ihrer Beziehung verfällt Victoria ihm immer mehr und um ihn zu gefallen, lässt sie sich auf seine Fetische ein.
Später holen sie sich die Frauen Isabel und Rita zu ihrem Liebesspiel dazu. Victoria wird eifersüchtig auf Isabel und heiratet Jack, der allerdings eine Affäre mit Isabel hat. Victoria wiederum wird immer begeisterter vom weiblichen Geschlecht. Beide halten das jeweils voreinander geheim und spionieren sich gegenseitig nach.

## Hintergrund

### Produktion
Die Dreharbeiten fanden vom 29. September 2011 bis zum 2. November 2011 statt. Die abschließende Produktion und Nacharbeiten dauerten von August 2011 bis in den März 2012. Regisseur und Drehbuchautor King verstarb am 3. Februar 2012, sodass er die Arbeiten am Film nicht abschließen konnte und der Film postum erschien.
Gedreht wurde in den Städten Malibu, Santa Monica und Westlake Village im US-Bundesstaat Kalifornien. Der weibliche Cast besteht hauptsächlich aus Pornodarstellerinnen.

### Veröffentlichung
Wildes Verlangen – Pleasure or Pain erschien am 5. September 2013 in Südkorea. Am 2. Dezember 2013 erfolgte der Start des Videoverleihs im Vereinigten Königreich. In den USA erschien der Film erst am 5. April 2014 im Fernsehen. In Deutschland erfolgte der Videoverleih am 7. Mai 2015.

## Rezeption
„Öde Softsex-Schmonzette, die auf der Erfolgswelle des Romans ‚Fifty Shades of Grey‘ mitsurft.“

„Die Bilder ein Pläsier, die Story eine Pein.“

Laut Cinema würde sich Regisseur und Drehbuchautor Zalman King um eine Story nicht scheren. Die Darbietungen des weiblichen Cast werden als junge Frauen mit asthmatischen Stimmen bei lasziven Dehnübungen verspottet.